# Jitka Synková
Jitka Synková (* 20. září 1964) je česká politička a ekonomka, v letech 2006 až 2021 starostka městské části Praha 17.
Absolvovala tehdejší Vysokou školu regionálního rozvoje, obor Management rozvoje měst a regionů. Členkou Občanské demokratické strany je od jejího založení v roce 1991, má funkci předsedkyně Místního sdružení ODS na Praze 17. V listopadu 2014 byla na post starostky zvolena potřetí jako jediná kandidátka a odpovídá za oblast školství, kultury, bezpečnosti a sociální oblast.
V roce 2018 byla zvolena starostkou Prahy 17 na čtvrté volební období a jako priority uvedla dokončení sportovního centra s bazénem a výstavbu domu pečovatelské služby. V roce 2021 byla odvolána, když důvodem byly komplikace spojené se stavbou sportovního centra.